# Bathygobius laddi
Bathygobius laddi är en fiskart som först beskrevs av Fowler, 1931.  Bathygobius laddi ingår i släktet Bathygobius och familjen smörbultsfiskar. Inga underarter finns listade.